# Ekonomická lokalizace
Ekonomická lokalizace je sociálně-vědní koncept, který zaštiťuje myšlenkové proudy kritizující ekonomickou globalizaci a neoliberální kapitalismus. Zároveň v praktické rovině tvoří alternativní cestu ekonomické globalizace, která je svými aktéry považována za nejvhodnější cestu k udržitelnému způsobu uspokojování našich potřeb. Autoři pojednávající o ekonomické lokalizaci se řadí do proudu heterodoxní ekonomie, většina z dále uváděných autorů spadá do ekologické ekonomie. V českém kontextu se problematikou ekonomické lokalizace zabývají především ekologické ekonomky Naďa Johanisová a Eva Fraňková.

## Souvislost s jinými teoriemi a koncepty
Ekonomická lokalizace je také klíčovým aspektem konceptu udržitelného nerůstu (degrowth), v otázkách spravedlivé distribuce a udržitelné spotřeby se shoduje i s konceptem steady state economy. V otázkách (re)politizace veřejné sféry a spravedlivé distribuce zdrojů využívá poznatků politické ekologie.

## Počátky
Současná podoba konceptu čerpá ze starších prací, za jeden z nejvýznamnějších je považován E.F. Schumacher a jeho kniha Small is beautiful (1973) a Gándhího koncept swadesh, tedy zakořenění a přináležitost k místu.
Dalším inspiračním zdrojem byly myšlenky sociálního ekologa M. Bookchina.
Současná podoba konceptu je ovlivněna kontextem, ve kterém vznikal. Ten je autory označován jako „triple crunch“, kdy se lidstvo konfrontováno s mnoha krizemi zároveň – environmentální, sociální a ekonomickou (Fraňková, Johanisová 2012).

## Definice
Současný koncept ekonomické lokalizace není jednotný, jednotliví autoři se liší v jeho definování, měřítku, hlavní oblastí zájmu i míry odporu vůči stávajícímu ekonomickému systému. Přesto lze vysledovat jednotící prvky, na základě kterých si lze udělat představu, co tento koncept přináší. Jednu z možných definic uvádí Johanisová, zkrácená parafráze anglického originálu je:
Ekonomická lokalizace může být definována jako proces i jako výsledek morálního, politického i praktického podporování lokálního podnikání (včetně družstev, komunitních podniků), které využívá místních zdrojů, zaměstnává místní obyvatele a uspokojuje primárně místní spotřebitele. Pro ekonomickou lokalizaci je proto klíčové posilovat místní soběstačnost a naopak omezovat závislost na dovozu, což v důsledku vede k diverzifikaci ekonomiky.
Většina autorů se také shoduje na významu lokální měny, lokálních investicích a oběhu kapitálu, a také nepeněžní ekonomiky. Podle některých autorů vede ekonomická lokalizace k decentralizaci osídlení, politické moci i produkce a vlastnictví kapitálu.
Ekonomická lokalizace má mnoho dimenzí. Autoři věnující se ekonomické lokalizaci popisují následující dimenze ekonomické lokalizace. Tyto dimenze představují druhy kapitálu – přírodního, lidského, výrobního, sociálního a organizačního.

## Dimenze
- Prostorová: znamená zkrácení vzdáleností mezi výrobcem a spotřebitelem; využívání lokálních zdrojů
- Environmentální: klade důraz na udržitelnost výroby a spotřeby a usiluje o co nejuzavřenější cyklus zdrojů a energie, nevynechává ani otázku nakládání s odpady
- Ekonomická: upřednostňuje lokální vlastnictví výrobních prostředků, individuální či kolektivní, a lokální oběh peněz a finančního kapitálu
- Sociální: klade důraz na vytváření komunitních vazeb a vzájemnou spolupráci; upřednostňuje lokální spotřebitele a snaží se uspokojit primárně jejich potřeby
- Kulturní: uchovává a rozvíjí místní zvyky, tradice a dovednosti
- Politická: upřednostňuje demokratický způsob rozhodování; vyznává princip subsidiarity (rozhodování jsou přijímána na co nejnižším možném stupni)
- Ideologická: vytváří protiváhu k ekonomické globalizaci a k ekonomice založené na volném obchodu
- Morální/etická: usiluje o budování vztahu k místu a k odpovědnosti za něj; zaměřuje se i na uspokojování nemateriálních potřeb a na nepeněžní ekonomiku.
- Strategická: cílí na snižování závislosti na dovozu a buduje lokální resilienci.
- Dimenze využívání půdy se zaměřuje na vytvoření takové infrastruktury, která podporuje lokální výrobu a spotřebu. Na tento aspekt se zaměřují aktéři tzv. back-to the land movement[3]
- Praktická/fyzická dimenze se zaměřuje na samotné aktivity spojené s lokální výrobou a spotřebou v různých oblastech (produkce potravin, energie, peníze, proces výroby, bydlení…)

### Lokální produkce potravin
Lokální potravinové sítě se staly v praxi nejrozšířenějším a nejpopulárnějším fenoménem ekologické lokalizace. Z našeho prostředí se s ním můžeme se setkat v podobě farmářských trhů či komunitou podporovaného zemědělství. Celosvětově proslulou propagátorkou lokální produkce a spotřeby potravin je H. Norberg-Hodge.

### Politizace veřejného života
Podle Swyngedouwa (2014) je cílem politizace veřejného života znovuvytvoření a posílení lokální politické moci a politické angažovanosti běžných občanů. Ve vztahu k ekonomice pak jde především o to, aby byla oddělena sféra vysoké politiky a ekonomiky (ve smyslu neoliberálního kapitalismu) a jejich vzájemná závislost. Příkladem aktivního prosazování politické moci “zdola“ je hnutí Indignados ve Španělsku či hnutí Occupy[zdroj?] .

### Lokální měna
Zatímco ve státech západní Evropy se lokální měny staly poměrně běžnou a ze strany státní správy podporovanou záležitostí, v České republice fungují pouze malé sítě spojující pár desítek uživatelů. Několik let funguje brněnský Rozleťse a od roku 2015 pražský PraLets. Kritický pohled na lokální měny nabízí K. Dittmer.

## Kritika konceptu
Koncept ekonomické lokalizace má řadu odpůrců. Kromě případů, kdy je koncept nesprávně chápán jako cesta k úplnému odstranění obchodu a izolaci jednotlivých komunit, je mu vyčítána v teoretické rovině absence jednotné definice programu a propracovaného analytického základ konceptu. V praktické rovině pak neexistence lokalizačního programu.

## Argumenty pro a proti ekonomické lokalizaci
Seznam argumentů podle různých autorů.

### Environmentální dimenze
Snižení dopravních vzdáleností, snížení dopravní zátěže (hluk, infrastruktura atd.) – přímo (doprava zboží) i nepřímo (suroviny, pracovní síla atd.)
Snížení závislosti na fosilních palivech, snížení emisí CO2
Snížení ekologické stopy
Zvýšení blahobytu a welfare zvířat
Produkce zdravějších a kvalitnějších potravin
Uzavřenější materiálové cykly a koloběhy živin
Ochrana biodiverzity a genetické diverzity
Menší riziko šíření nemocí a invazních druhů – přímo (dálková doprava) i nepřímo (omezení klimatické změny)
Možnost zohlednit a využít specifické místní podmínky, největší potenciál rozvíjet obnovitelné zdroje energie
Větší tlak, motivace a potenciál pro kontrolu a zlepšování environmentálních (a dalších) standardů produkce
Pochybnost o potenciálu lokální produkce uspokojit poptávku po potravinách, energii atd.
Omezení tlaku globálního systému na producenty, lepší podmínky produkce

### Ekonomická dimenze
Posílení místní ekonomiky
Podpora místního koloběhu peněz, zboží a služeb, a pokud možno také odpadů
Větší lokální multiplikační efekt
Menší zranitelnost vůči vnějším vlivům a nestabilitě globálního ekonomického systému
Omezení monopolů a ekonomické moci korporací
Větší ekonomická diverzita, blíže dokonale konkurenčnímu trhu (mnoho malých hráčů)
Pozitivní role konkurence na místní úrovni
Otázka dopadu na ceny zboží a služeb
Případné zdražení dopadne nejhůř na nejchudší skupiny obyvatel
Větší podíl z koncové ceny zboží a služeb získává producent
Snížení konkurenčního a produkčního tlaku na producenty
Nedostatek konkurence způsobuje neefektivitu místního zboží a služeb
Nedostatek efektivity způsobuje nekonkurenceschopnost místní produkce
Menší výnosy kvůli omezení specializace, nevyužití komparativních výhod a úspor z rozsahu
Větší produktivita malých diverzifikovaných farem
Omezení rozvoje inovací a výzkumu
Vysoké náklady příležitosti
Přispívá méně k růstu HDP
Potenciál vytváření pracovních míst
Pracovní místa stabilnější, zakotvená v komunitě
Podpora zaměstnanosti zejména ve venkovských oblastech
Práce v rámci lokální ekonomiky často více uspokojující
Ztráta pracovních míst kvůli nižší produktivitě a/nebo menšímu růstu HDP
Nekompatibilita nabídky a poptávky v rámci lokální ekonomiky
Problematika daňových úniků při použití LETS a lokálních měn, legislativní nejasnosti
Problémy s financováním lokálních projektů z tradičních zdrojů
Infrastruktura a technologie produkce a spotřeby nastaveny na velká měřítka, technologický lock-in efekt
Vyšší efektivita díky přímějšímu uspokojování potřeb (nevyživuje se systém)
Vyšší efektivita díky pozitivnímu vlivu fungující místní ekonomiky na další oblasti (nižší kriminalita, fungující sociální síť atd.), tzn. nižší náklady na formalizované/institucionalizované a komodifikované služby
Vyšší efektivita díky snadnější internalizaci externalit (snadnější dohledání a postih viníka)

### Sociální a komunitní dimenze
Posílení komunity a místních vazeb
Závislost na již existující a alespoň do určité míry fungující místní komunitě
Náročnost uvádění lokalizačních modelů do praxe – na individuální i komunitní úrovni
Omezená udržitelnost v čase a těžká replikovatelnost v jiných podmínkách
Sociální kontrola uvnitř malé komunity, omezení svobody lidské i tržní
Silné pocity propojenosti a komunity, omezení zlosti a nespokojenosti
Pocit komunity a bezpečí, který může zmírnit stresy
Změna role komunit z pasivních obětí na aktivní strůjce vlastního osudu
Možnost zohlednění specifických místních potřeb

### Kulturní dimenze
Pomáhá udržovat a obnovovat kulturní diverzitu
Zachování místní kultury, tradic, znalostí, postupů
Vnímání místního jako zaostalého, či naopak kvalitnějšího a lepšího
Rehabilitace venkova vůči městu, zpochybnění města jako jediného nositele kultury
Otázka, zda lokalizace může fungovat pro všechny
Lidí je příliš mnoho, aby se mohli vrátit na venkov
Koncept případně vhodný pro venkov, není ale uskutečnitelný ve městech

### Morální dimenze
Pocit zodpovědnosti a vztah k místu
Dovoluje zohlednit místní podmínky
Podporuje spolupráci, komunitní hodnoty
Spravedlivější přerozdělení zisků v rámci celé komunity, menší sociální nerovnosti
Nutí komunitu nést dobré i špatné následky produkce a spotřeby, konfrontuje s jejími podmínkami
Omezuje svobodu, svobodnou volbu a možnost výběru
Globálně větší možnost výběru, i když lokálně třeba menší

### Politická dimenze
Větší možnost komunit ovlivnit vlastní osud
Větší kontrola komunit nad místní ekonomikou
Podpoření zájmu lidí o místní záležitosti
Podpoření demokratické participace
Náprava sociálních i environmentálních nerovností ve vztahu Severu a Jihu
Spravedlivější rozdělení zdrojů v rámci planety
Dopad na země globálního Jihu, v současnosti závislé na exportu
Snadnější uskutečnění principů participativní demokracie

### Strategická dimenze
Zvýšení potravinové bezpečnosti
Větší diverzita organizačních úrovní (jedinec, rodina, komunita, region, …)
Nižší stabilita vinou omezených vazeb na okolí
Neexistuje dlouhodobě fungující dobrý příklad

### Ideologická dimenze
Globalizace vnímaná jako jediný model rozvoje
Malá očekávání a důvěra ve změnu
Snížení kredibility těch, kteří budou lokalizaci prosazovat
Lokalizace jde proti přirozenému vývoji směrem ke stále větší míře globalizace
Forma protekcionismu
Historická zkušenost, že protekcionismus se neosvědčil ve 30. letech minulého století ani v komunistických zemích
Posílení nekomodifikovaných, netržních ekonomických vazeb

### Propojenost a problém přechodu
Vzájemná propojenost jednotlivých oblastí, problém prosazovat je zvlášť
Zastřešující pojmy: udržitelný rozvoj a zvýšená resilience komunit
Nemožnost dosáhnout lokalizace v jednotlivých zemích samostatně
Odpor nadnárodních korporací
Mizivá šance prosadit systémové a institucionální změny
Potřeba změny na všech úrovních – mezinárodní, národní, lokální, komunitní i osobní